# إسماعيل فروخي
إسماعيل فروخي (بالفرنسية: Ismaël Ferroukhi)‏ من مواليد مدينة القنيطرة يوم 26 يونيو 1962, هو مخرج مغربي له عدة أفلام من بينها فيلم الرحلة الكبرى .

## وصلات خارجية
- إسماعيل فروخي على موقع IMDb (الإنجليزية)
- إسماعيل فروخي على موقع قاعدة بيانات الأفلام العربية
- إسماعيل فروخي على موقع ألو سيني (الفرنسية)
- إسماعيل فروخي على موقع أول موفي (الإنجليزية)
- إسماعيل فروخي على موقع قاعدة بيانات الأفلام السويدية (السويدية)
- إسماعيل فروخي على موقع قاعدة بيانات الفيلم (الإنجليزية)
- إسماعيل فروخي على موقع كينوبويسك (الروسية)